# متحف كرة القدم الألمانية
متحف كرة القدم الألمانية (بالألمانية: Deutsches Fußballmuseum) المعرف أيضاً بـ متحف DFB هو متحف وطني لكرة القدم الألمانية في دورتموند بألمانيا. افتتح بتاريخ 23 أكتوبر 2015.

## الإنشاء

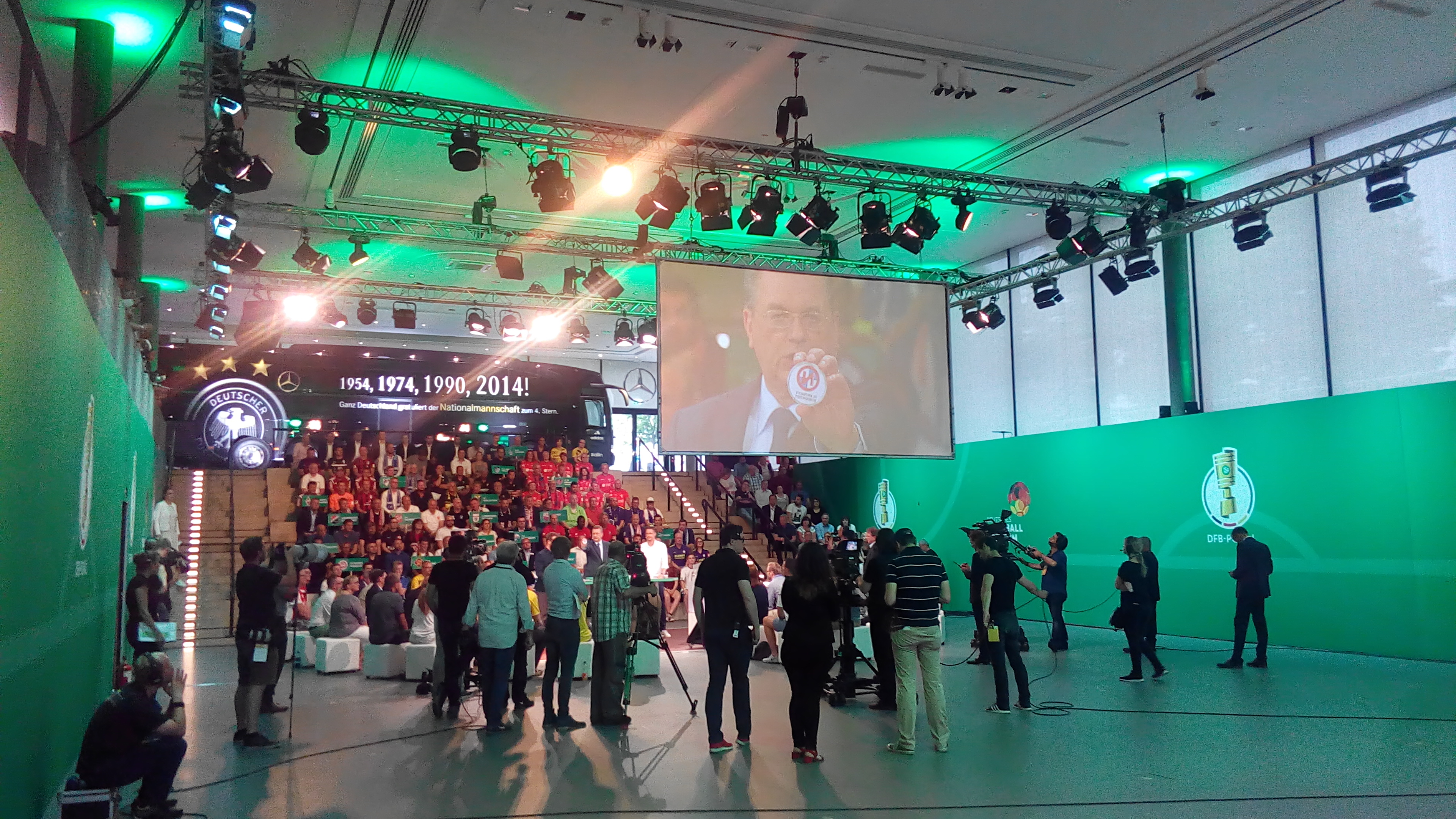
المتحف من الداخل

بعد كأس العالم 2006 في ألمانيا، قرر الاتحاد الألماني وضع تمويل من أرباح كأس العالم، لإنشاء متحف وطني لكرة القدم الألمانية.
14 مدينة تقدمت بطلب كموقع لمتحف كرة القدم انتخب مجلس الاتحاد الألماني لكرة القدم في مايو 2007، أربعة مدن وهي:كولونيا، أوبرهاوزن، غلزنكيرشن، دورتموند وقررت وضعها في موقع أكبر ولاية في شمال الراين-وستفاليا.اختار المندوبون منطقة وسط المدينة جنوبًا بالقرب من دورتموند هاوبتباهنهوف، والتي تم استخدامها حتى بدء تشييد المتحف كمحطة حافلات. بدأ بناء المتحف في سبتمبر عام 2012 بحضور الرئيس الألماني في 20 سبتمبر، حضر فولفجانج نيرسباخ ورئيس الوزراء هانيلور كرافت حفل الافتتاح.
وضع حجر الأساس في 29 أبريل 2013 وكان من بين المشاركين فولفجانج نيرسباخ ورينهارد راوبال وأوت شافر. في وقت أخر في 2014 انتهت مراسم الاحتفال.

## الموقع
يقع المتحف في المنطقة المجاورة لمحطة القطار الرئيسية وبين مركز الفن والثقافة برج U وقاعة الأحتفالات في دورتموند.

## معرض

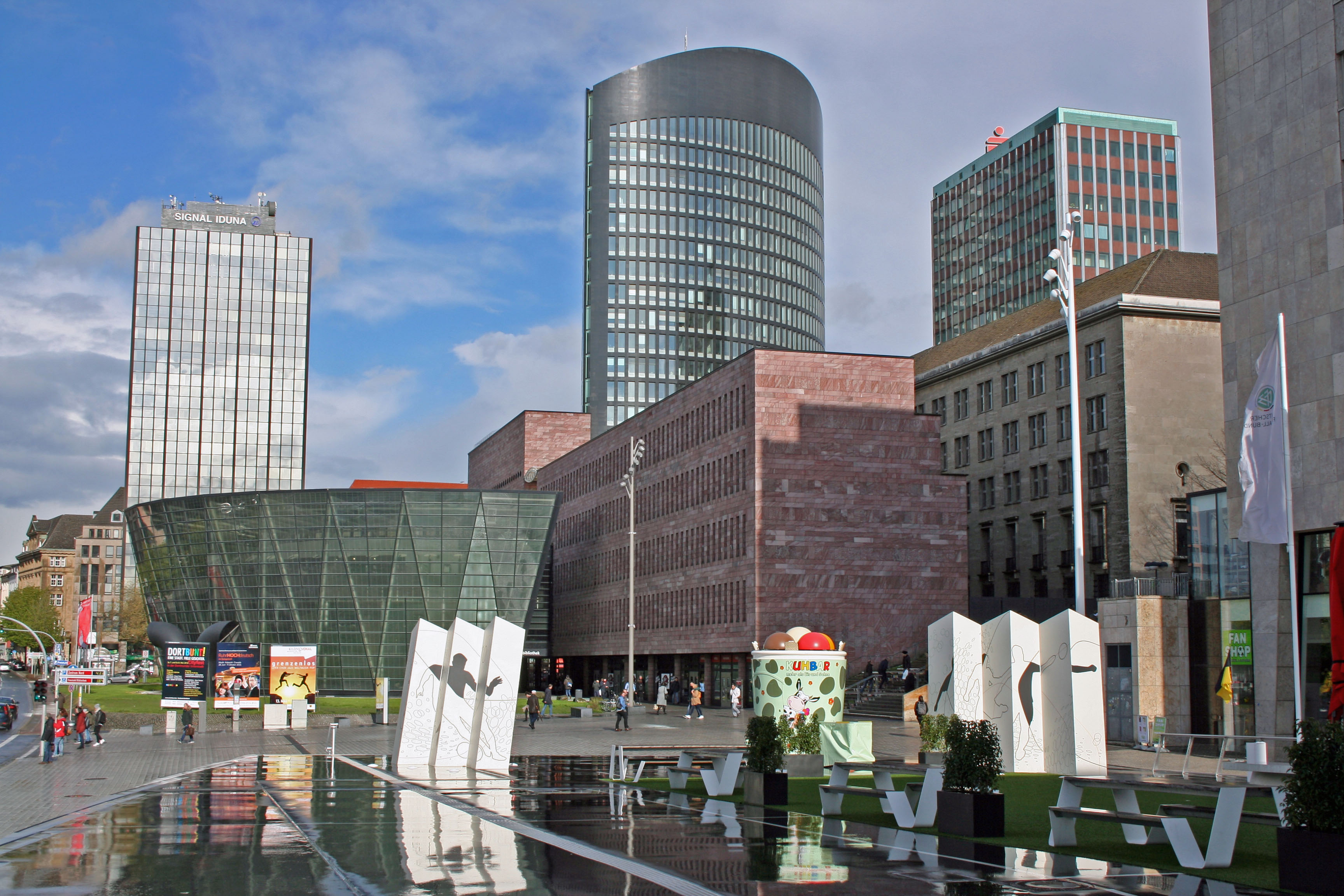
الساحة الذي يقع فيه المتحف
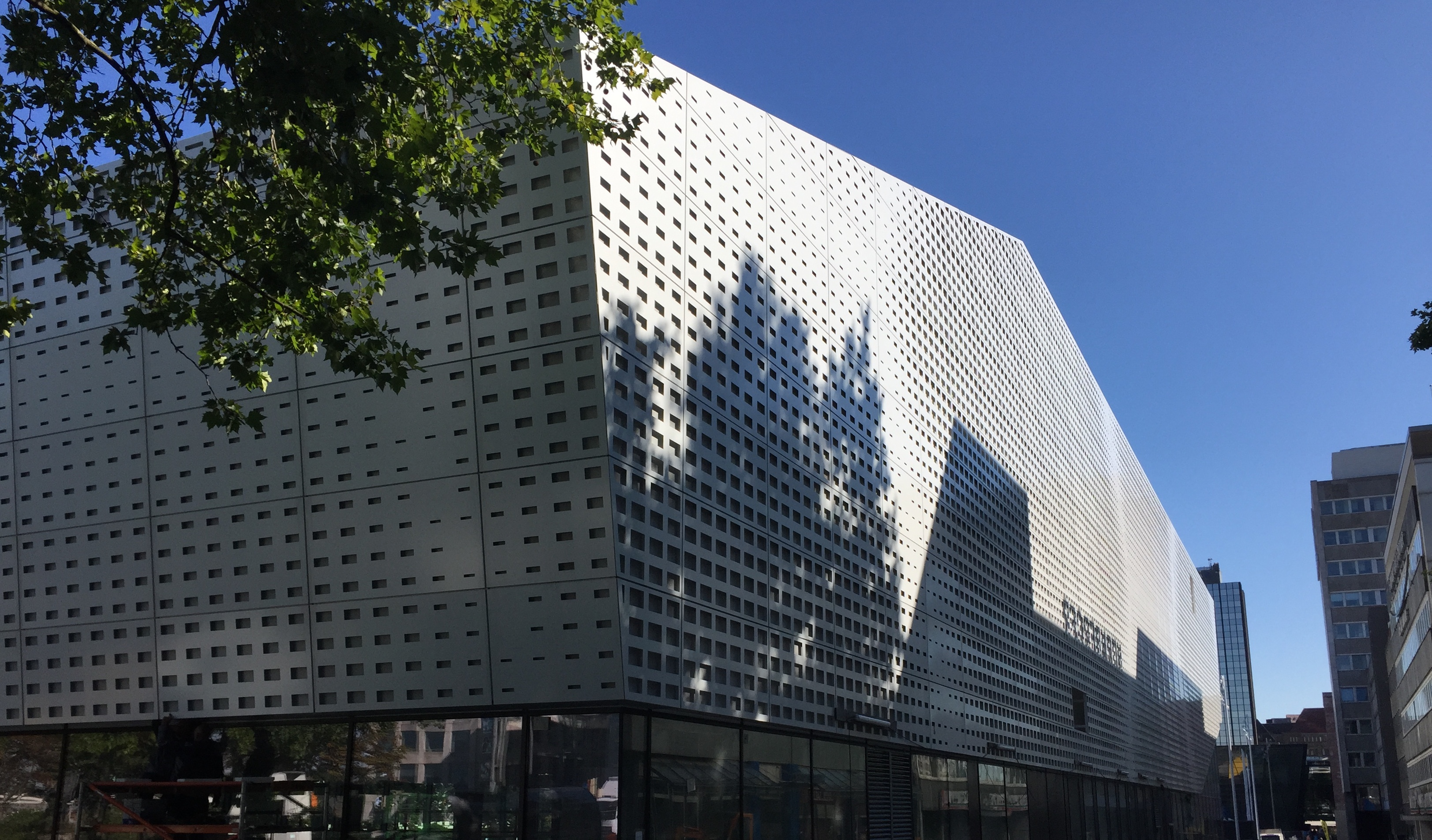
صورة للمتحف

## وصلات خارجية
- الموقع الرسمي نسخة محفوظة 12 أبريل 2019 على موقع واي باك مشين.